# Пиццардо, Джузеппе
Джузеппе Пиццардо (итал. Giuseppe Pizzardo; 13 июля 1877, Савона, королевство Италия — 1 августа 1970, Рим, Италия) — итальянский куриальный кардинал и ватиканский сановник. Секретарь Священной Конгрегации чрезвычайных церковных дел с 8 июня 1929 по 13 декабря 1937. Титулярный архиепископ Кира с 28 марта по 22 апреля 1930. Титулярный архиепископ Никеи с 22 апреля 1930 по 13 декабря 1937. Префект Священной Конгрегации семинарий и университетов с 14 марта 1939 по 13 января 1968. Секретарь Верховной Священной Конгрегации Священной Канцелярии с 16 февраля 1951 по 7 ноября 1959. Вице-декан Священной Коллегии Кардиналов с 29 марта 1965 по 1 августа 1970. Камерленго Священной Коллегии Кардиналов с 16 января 1961 по 19 марта 1967. Кардинал-священник с 13 декабря 1937, с титулом церкви Санта-Мария-ин-Виа-Лата с 16 декабря 1937 по 21 июня 1948. Кардинал-епископ Альбано с 21 июня 1948.